# Alter jüdischer Friedhof (Chodová Planá)
Koordinaten: 49° 53′ 33,3″ N, 12° 43′ 29,9″ O

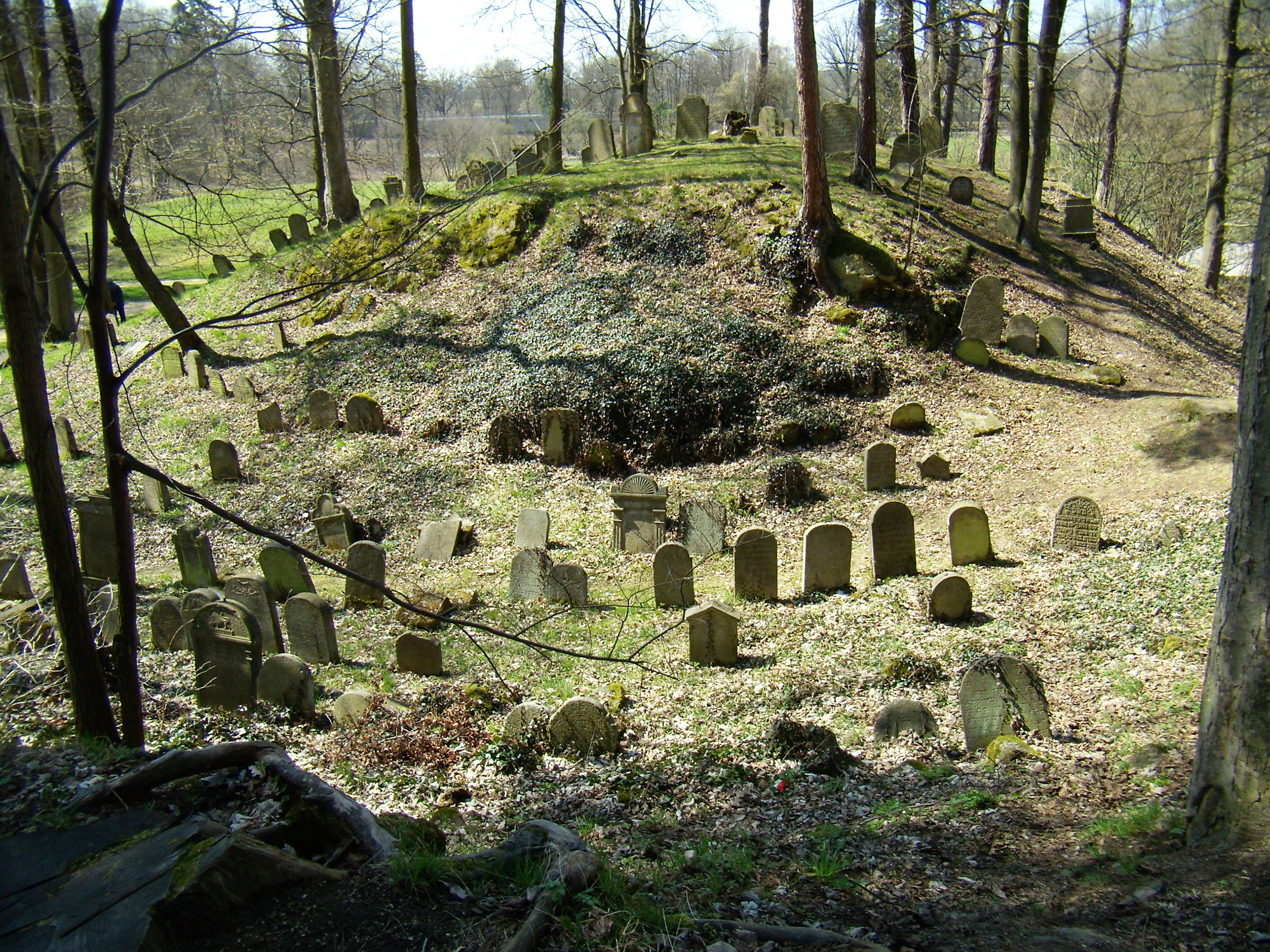
Alter jüdischer Friedhof in Chodová Planá

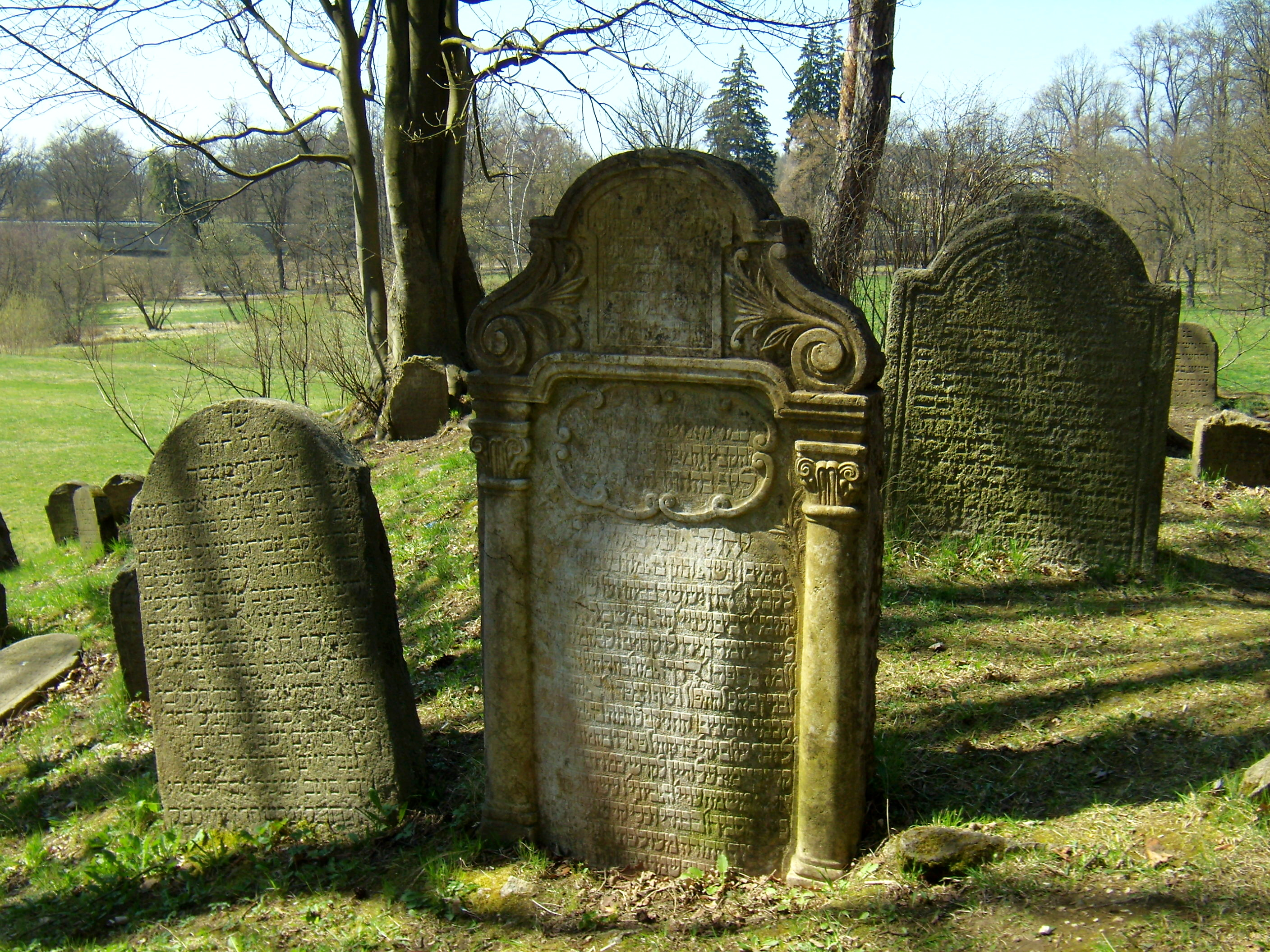
Grabsteine

Der Alte jüdische Friedhof in Chodová Planá (deutsch Kuttenplan), einer Gemeinde im Okres Tachov in Tschechien, wurde bereits im 15./16. Jahrhundert angelegt. Auf dem jüdischen Friedhof befinden sich heute noch barocke Grabsteine.
Ende des 19. Jahrhunderts wurde der Neue jüdische Friedhof in Chodová Planá angelegt.